# Новая Каледония
Но́вая Каледо́ния (фр. Nouvelle-Calédonie) — особое административно-территориальное образование Франции, расположенное в Тихом океане. Представлена крупным одноимённым островом и группой мелких островов в юго-западной части Тихого океана, в Меланезии. Граничит на юго-западе с экономической зоной Австралии, на севере — с Вануату, на юго-востоке — с Фиджи. Население — 245 580 человек (2009). Столица — город Нумеа (98 тыс.). Денежная единица — французский тихоокеанский франк.

## Этимология
Английский мореплаватель Джеймс Кук в 1774 году открыл самый крупный и главный остров архипелага и нарёк «Новой Каледонией» в честь античного названия родины своих предков — Шотландии. Впоследствии название распространилось на весь архипелаг.

## География

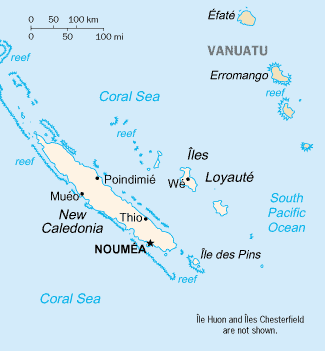
Карта Новой Каледонии

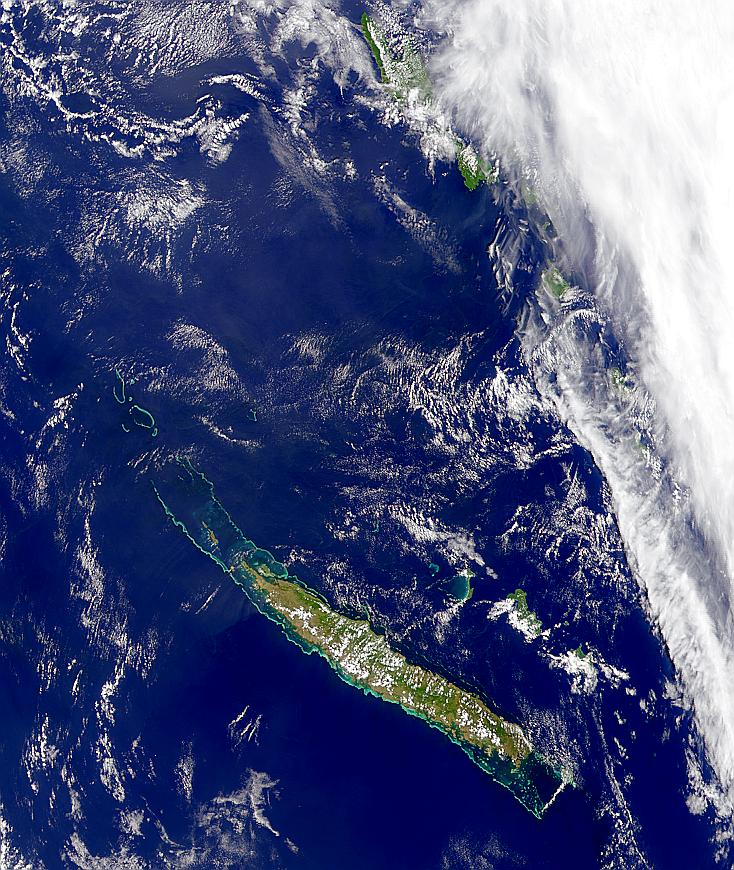
Космический снимок Новой Каледонии

Крупнейшим островом Новой Каледонии является Гранд-Тер, он имеет по большей части гористый рельеф (высшая точка — гора Панье, 1628 м). Берега сильно изрезаны и имеют много удобных бухт, доступ к которым затруднён коралловыми рифами. Гранд-Тер окружён длинной рифовой грядой. Остров сложен в основном офиолитовыми комплексами. Климатические условия довольно благоприятны. Это обстоятельство способствовало превращению Новой Каледонии в европейскую переселенческую колонию. На острове много рек, преобладают плодородные краснозёмные почвы. Леса занимают около 15 % территории. Произрастает ряд ценных древесных пород, в том числе различные виды хвойных агатисов и араукарий (на гербе Новой Каледонии изображена Araucaria columnaris). Животный мир Новой Каледонии сравнительно беден, тем не менее, имеются эндемики. На острове водится очень большое количество гекконов.

## Климат
Климат Новой Каледонии является тропическим, вмещающим два сезона: жаркий и влажный период с ноября по март с температурой от 27 °C до 30 °C и более прохладный сухой период с июня по август с температурой от 20 °C до 23 °C, которые связаны двумя короткими промежутками. Тропический климат сильно меняется под влиянием океана и пассатов, снижающих влажность, значение которой может быть близким к 80 %. Среднегодовая температура составляет 23 °C, с историческими экстремумами 2,3 °C и 39,1 °C. Годовое количество осадков разнится от 3000 мм в восточной части архипелага до 700 мм на западе. Также бывают засушливые периоды из-за воздействия Эль-Ниньо. В период с декабря по апрель тропические циклоны могут привести к тому, что скорость ветра будет превышать 100 км/ч, а отдельные порывы ветра — 250 км/ч, количество осадков при этом может быть очень обильным. Последним циклоном, повлиявшим на Новую Каледонию, был циклон Кук в январе 2017 года. В период с сентября по ноябрь-декабрь длится сезон пассатов: погода очень ветреная, но небо чистое.

## История
Заселён около 3500 лет назад. История острова до контактов с европейцами прослеживается до XIII века до н. э. благодаря найденным в 1917 году остаткам древней керамики.
Остров открыт Джеймсом Куком в 1774 году, назван по древнему наименованию родины его предков, Шотландии — Каледония.
Активное проникновение европейцев на Новую Каледонию началось в 1840-х годах — это были торговцы сандаловым деревом, а также английские и французские миссионеры.
Франция объявила острова Новой Каледонии своим владением в 1853 году, и с 1864 по 1896 годы французское правительство высылало в эту колонию осуждённых преступников, в частности Луизу Мишель. На острове французами были заведены плантации кофе и кокосовых пальм, затем (с конца XIX века) начата добыча минеральных ресурсов — никеля, кобальта, хрома, железа, марганца, золота, свинца и др.
В 1946 году Новая Каледония получила статус заморской территории Франции. В 1980-х — начале 1990-х годов происходили беспорядки, организованные частью коренного населения (меланезийцами) под лозунгом предоставления острову независимости.

## Политическое устройство
Административно-территориальное образование Франции с особым статусом. Власть Франции на территории представлена верховным комиссаром, назначаемым президентом Франции. Исполнительная власть осуществляется местным правительством в составе 11 членов, назначаемых из числа депутатов конгресса территории (местного парламента). Конгресс состоит из 54 депутатов, избираемых раз в пять лет. Жители Новой Каледонии также избирают двух депутатов парламента Франции и двух сенаторов Франции.

### Политические партии
По итогам выборов 12 мая 2019 года:
- «Будущее с уверенностью[фр.]» (L’Avenir en confiance, блок 5 республиканских партий, выступающий против независимости страны) — 18 мест в Территориальном Конгрессе Новой Каледонии (+5 к выборам 2014 года).
- «Национальный союз за независимость[фр.]» (Union nationale pour l’indépendance, блок 4 социалистических партий) — 9 мест (+2).
- Блок «Каледонский союз — Канакский социалистический фронт национального освобождения» (блок левых социалистических организаций, поддерживающих меланезийский социализм и выступающий за независимость) — 9 мест (-1).
- «Каледония вместе» (Calédonie ensemble, либерально-консервативная партия, выступающая против независимости) — 7 мест (-8).
- «Канакский социалистический фронт национального освобождения» — 5 мест (+2).
- «Пробуждение Океании» (L'Éveil océanien, центристская партия, выступающая против независимости) — 3 места (новая партия).
- «Лейбористская партия» (Parti travailliste, леворадикальная националистическая партия, выступающая за независимость) — 1 место (+1).
- «Канакское социалистическое освобождение» (Libération Kanak Socialiste, левонационалистическая партия, выступающая за меланезийский социализм и независимость) — 1 место (новая партия).

Всего в парламенте Новой Каледонии — 28 депутатов против независимости, 26 депутатов за независимость.

### Референдумы о независимости
13 сентября 1987 года прошёл первый референдум о независимости Новой Каледонии. Референдум был бойкотирован сторонниками независимости, поэтому явка на нём составила всего 59 % избирателей, а за независимость проголосовали всего 1,7 % пришедших на избирательные участки.
В 1998 году было подписано Нумеанское соглашение, согласно которому по прошествии 20 лет жители территории имеют право провести три референдума по вопросу независимости с разницей в два года. Первый из предусмотренных соглашением референдумов прошёл 4 ноября 2018 года. Это голосование касалось «передачи Новой Каледонии государственных полномочий, международного статуса с полной ответственностью, а также организации гражданства». По результатам референдума больше 56 % участвующих в голосовании выступили против независимости от Франции, явка на референдуме составила 81 %. При этом из голосования были исключены 17 % избирателей — те, кто был рожден во Франции и переселился в Новую Каледонию после 1994 года. Второй референдум о независимости состоялся 4 октября 2020 года. Против независимости выступили 53 % участвующих, при явке свыше 85 %. При этом опросы общественного мнения не проводились последние полгода, и предсказать исход голосования было сложно. В декабре 2021 года состоялся третий и последний референдум, на котором 95 % высказались против независимости территории от Франции, при этом явка составила 44 %.

#### Протесты в 2024 году
13 мая 2024 года на фоне обсуждения в парламенте внесения поправок в конституцию, которые разрешили бы участвовать в голосованиях мигрантам, прибывшим в Новую Каледонию после заключения Нумейского соглашения в 1998 году, в Новой Каледонии начались беспорядки.
15 мая Франция объявила о чрезвычайном положении на острове и о вводе дополнительного контингента войск для поддержания порядка.

#### Соглашение об особом статусе в 2025 году
В июле 2025 года ряд политических сил острова заключил соглашение о предоставлении острову особого статуса. Это соглашение для вступления в силу должно быть одобрено парламентом Франции и подтверждено на референдуме.

## Административно-территориальное деление

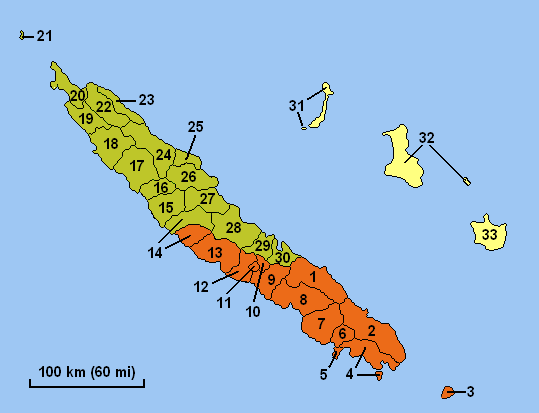
АТД Новой Каледонии

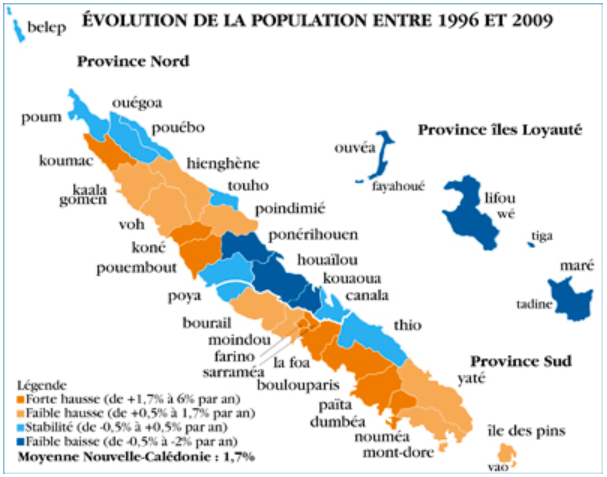
Изменение населения коммун Новой Каледонии с 1996 по 2009 год

Новая Каледония состоит из трёх провинций:
| № | Провинции          | Административный центр | Площадь, км² | Население, чел. (2009) | Плотность, чел./км² |
| - | ------------------ | ---------------------- | ------------ | ---------------------- | ------------------- |
| 1 | Южная провинция    | Нумеа                  | 7012,0       | 183 007                | 26,10               |
| 2 | Северная провинция | Коне                   | 9582,6       | 45 137                 | 4,71                |
| 3 | Луайоте            | Ве                     | 1980,9       | 17 436                 | 8,80                |
|   | Всего              |                        | 18 575,5     | 245 580                | 13,22               |

Провинции Новой Каледонии делятся на коммуны:
| №                  | Коммуны               | Площадь, км² | Население, чел. (2009) | Плотность, чел./км² |
| ------------------ | --------------------- | ------------ | ---------------------- | ------------------- |
| Южная провинция    |                       |              |                        |                     |
| 1                  | Тио                   | 997,6        | 2629                   | 2,6                 |
| 2                  | Яте                   | 1338,4       | 1881                   | 1,4                 |
| 3                  | Иль-де-Пен            | 152,3        | 1969                   | 12,9                |
| 4                  | Ле-Мон-Дор            | 643,0        | 25 683                 | 39,9                |
| 5                  | Нумеа                 | 45,7         | 97 579                 | 2135,2              |
| 6                  | Думбеа                | 254,6        | 24 103                 | 94,7                |
| 7                  | Паита                 | 699,7        | 16 358                 | 23,4                |
| 8                  | Булупари              | 865,6        | 2418                   | 2,8                 |
| 9                  | Ла-Фоа                | 464,0        | 3323                   | 7,2                 |
| 10                 | Саррамеа              | 106,4        | 636                    | 6,0                 |
| 11                 | Фарино                | 48,0         | 598                    | 12,5                |
| 12                 | Муанду                | 321,9        | 704                    | 2,2                 |
| 13                 | Бурай                 | 797,6        | 4999                   | 6,3                 |
| 14                 | Пойя (южная часть)    | 277,2        | 127                    | 0,5                 |
| Северная провинция |                       |              |                        |                     |
| 14                 | Пойя (северная часть) | 568,6        | 2521                   | 4,4                 |
| 15                 | Пуэмбу                | 674,3        | 2078                   | 3,1                 |
| 16                 | Коне                  | 373,6        | 5199                   | 13,9                |
| 17                 | Во                    | 804,9        | 2408                   | 3,0                 |
| 18                 | Каала-Гомен           | 718,2        | 1931                   | 2,7                 |
| 19                 | Кумак                 | 550,0        | 3690                   | 6,7                 |
| 20                 | Пум                   | 469,4        | 1388                   | 3,0                 |
| 21                 | Белеп                 | 69,5         | 895                    | 12,9                |
| 22                 | Уэгоа                 | 656,8        | 2132                   | 3,2                 |
| 23                 | Пуэбо                 | 202,8        | 2416                   | 11,9                |
| 24                 | Йенген                | 1068,8       | 2399                   | 2,2                 |
| 25                 | Туо                   | 283,0        | 2247                   | 7,9                 |
| 26                 | Пуандимье             | 673,1        | 4818                   | 7,2                 |
| 27                 | Понериуэн             | 707,3        | 2384                   | 3,4                 |
| 28                 | Уаилу                 | 940,6        | 3945                   | 4,2                 |
| 29                 | Куауа                 | 383,0        | 1345                   | 3,5                 |
| 30                 | Канала                | 438,7        | 3341                   | 7,6                 |
| Луайоте            |                       |              |                        |                     |
| 31                 | Увеа                  | 132,1        | 3392                   | 25,7                |
| 32                 | Лифу                  | 1207,1       | 8627                   | 7,1                 |
| 33                 | Маре                  | 641,7        | 5417                   | 8,4                 |
|                    | Всего                 | 18 575,5     | 245 580                | 13,2                |

## Население
| Численность населения Новой Каледонии на 1 января | Численность населения Новой Каледонии на 1 января | Численность населения Новой Каледонии на 1 января | Численность населения Новой Каледонии на 1 января | Численность населения Новой Каледонии на 1 января | Численность населения Новой Каледонии на 1 января | Численность населения Новой Каледонии на 1 января | Численность населения Новой Каледонии на 1 января | Численность населения Новой Каледонии на 1 января | Численность населения Новой Каледонии на 1 января |
| 1956                                              | 1963                                              | 1965                                              | 1966                                              | 1967                                              | 1968                                              | 1969                                              | 1970                                              | 1971                                              | 1972                                              |
| ------------------------------------------------- | ------------------------------------------------- | ------------------------------------------------- | ------------------------------------------------- | ------------------------------------------------- | ------------------------------------------------- | ------------------------------------------------- | ------------------------------------------------- | ------------------------------------------------- | ------------------------------------------------- |
| 68 480                                            | ↗86 519                                           | ↗88 000                                           | ↗93 000                                           | ↗94 000                                           | ↗99 000                                           | ↗100 000                                          | ↗108 000                                          | ↗116 000                                          | ↗124 000                                          |
| 1973                                              | 1974                                              | 1975                                              | 1976                                              | 1977                                              | 1978                                              | 1979                                              | 1980                                              | 1981                                              | 1982                                              |
| ↗127 000                                          | ↗130 000                                          | ↗132 000                                          | ↗133 233                                          | ↗135 000                                          | ↗137 000                                          | ↗138 000                                          | ↗139 000                                          | ↗141 136                                          | ↗144 221                                          |
| 1983                                              | 1984                                              | 1985                                              | 1986                                              | 1987                                              | 1988                                              | 1989                                              | 1990                                              | 1991                                              | 1992                                              |
| ↗147 178                                          | ↗150 187                                          | ↗153 072                                          | ↗155 828                                          | ↗158 866                                          | ↗162 082                                          | ↗165 160                                          | ↗168 635                                          | ↗173 163                                          | ↗177 560                                          |
| 1993                                              | 1994                                              | 1995                                              | 1996                                              | 1997                                              | 1998                                              | 1999                                              | 2000                                              | 2001                                              | 2002                                              |
| ↗182 038                                          | ↗186 953                                          | ↗192 010                                          | ↗195 621                                          | ↗199 506                                          | ↗203 330                                          | ↗207 228                                          | ↗211 200                                          | ↗215 260                                          | ↗219 387                                          |
| 2003                                              | 2004                                              | 2005                                              | 2006                                              | 2007                                              | 2008                                              | 2009                                              | 2010                                              | 2011                                              | 2012                                              |
| ↗223 592                                          | ↗227 000                                          | ↗230 500                                          | ↗234 000                                          | ↗237 500                                          | ↗241 000                                          | ↗244 500                                          | ↗247 400                                          | ↗252 100                                          | ↗256 600                                          |
| 2013                                              | 2014                                              | 2015                                              | 2016                                              | 2017                                              | 2018                                              | 2019                                              | 2020                                              | 2021                                              | 2022                                              |
| ↗261 400                                          | ↗265 900                                          | ↗269 050                                          | ↗269 860                                          | ↗270 580                                          | ↗271 040                                          | ↗271 290                                          | ↘271 190                                          | ↗273 640                                          | ↗275 590                                          |

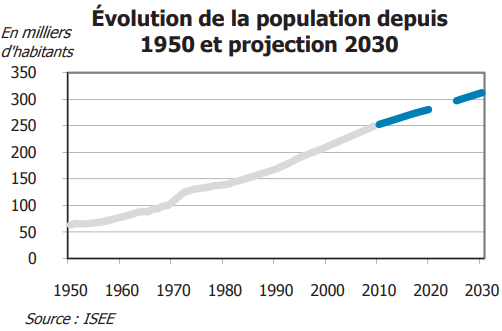
Историческая численность населения с 1950—2009 год и прогнозная численность с 2010—2030 год

- Численность населения — 271 407 (перепись 2019).
- Рост населения значительно ниже, чем раньше: +0,2 % в год в период с 2014 по 2019 год по сравнению с +1,8 % в период с 2009 по 2014 год. Это снижение в основном объясняется увеличением числа эмигрантов в сочетании со снижением числа иммигрантов[21].
- Фертильность — 2,15 рождений на женщину.
- Средняя продолжительность жизни — 77,7 лет (73,7 — у мужчин, 81,9 — у женщин).
- Младенческая смертность — 5,3 на 1000.
- Этнический состав: меланезийцы (канаки) — 39,1 % (105 088 чел.), белые (кальдоши, в основном французы) — 27,2 % (73 105 чел.), увеанцы и футунанцы — 8,2 % (22 038 чел.), полинезийцы — 2,1 % (5644 чел.), индонезийцы — 1,4 % (3763 чел.), вьетнамцы — 0,9 % (2418 чел.), ни-вануату — 1 % (2680 чел.), другие (потомки смешанных браков французов, арабов, азиатов) — 21 % (56 440 чел.). (Перепись 2014 года).
- Религии: большинство населения христиане (католики — 60 %, протестанты — 30 %, в основном кальвинисты[22]), а также мусульмане-сунниты (4 %). Меланезийцы, наряду с христианством, исповедуют традиционные местные верования.
- Грамотность — 96,9 % (в возрасте 15 лет и старше).
- Городское население — 70,2 %[23].

### Языки
Официальным языком является французский. Распространены также 33 меланезийских и полинезийских языка и диалекта.

## Экономика
Экономика Новой Каледонии базируется на добыче никеля. Существенный доход приносит туризм, а также финансовые субсидии от Франции.
- Отрасли промышленности: добыча никеля и железа, цветная металлургия, рыболовство.
- Полезные ископаемые: месторождения никеля (25 % разведанных мировых запасов) и железа. Кроме того, имеются залежи руд хрома, кобальта, марганца, серебра, золота, свинца, меди.

В сельском хозяйстве выращиваются кофейное дерево, кокосовые пальмы, картофель, подсолнечник, пшеница, кукуруза, ямс, таро, батат, маниока. Разводится крупный рогатый скот, а также свиньи, козы, овцы и лошади.
- Экспорт (2,207 млрд долл. в 2014) — ферроникель, никелевая руда, рыба.
  - Основные покупатели — Китай 31,7 %, Япония 15,1 %, Южная Корея 10,6 %, Австралия 8 %, Франция 7,1 %, Бельгия 5,1 % (2015).
- Импорт (4,4 млрд долл. в 2014) — машины и оборудование, топливо, химикаты, продовольствие.
  - Основные поставщики — Франция 35 %, Австралия 11,3 %, Южная Корея 8,5 %, Сингапур 5,3 %, Малайзия 5,2 %, Китай 4,4 % (2015)[23].

## Культура
В отличие от других стран Меланезии, в Новой Каледонии европейская культура полностью преобладает над культурой аборигенов. Особенно сильно такое преобладание ощущается в столице Нумеа, представляющей собой типично европейский город. Деревушки, населённые аборигенами, сильно европеизированы, хотя и сохраняют в своём облике некоторые традиционные черты. Традиционное новокаледонское жилище — круглой или прямоугольной формы, крытое пальмовыми листьями — встречается сейчас лишь в небольших, наиболее удалённых от Нумеа деревнях. Кое-где круглые жилища местного типа с высокой конической крышей сооружают для себя традиционные вожди. Почти ничего не сохранилось у аборигенов и от прежней утвари, одежды. Мелано-новокаледонцы теперь носят одежду европейского покроя. Несколько лучше сохраняют аборигены традиционные навыки приготовления пищи, однако и здесь всё более чувствуется европейское влияние.

## Праздники
Праздники, которые приняты в Новой Каледонии:
- 1 января — Новый год
- март-апрель — Пасха
- 1 мая — День Труда
- 8 мая — День Освобождения
- май — Вознесение Христово, Троица и Духов день
- 14 июля — День взятия Бастилии
- 15 августа — Успение Богородицы
- 1 ноября — День Всех Святых
- 11 ноября — День Поминовения (День перемирия в Первой мировой войне)
- 25 декабря — Рождество

## Галерея

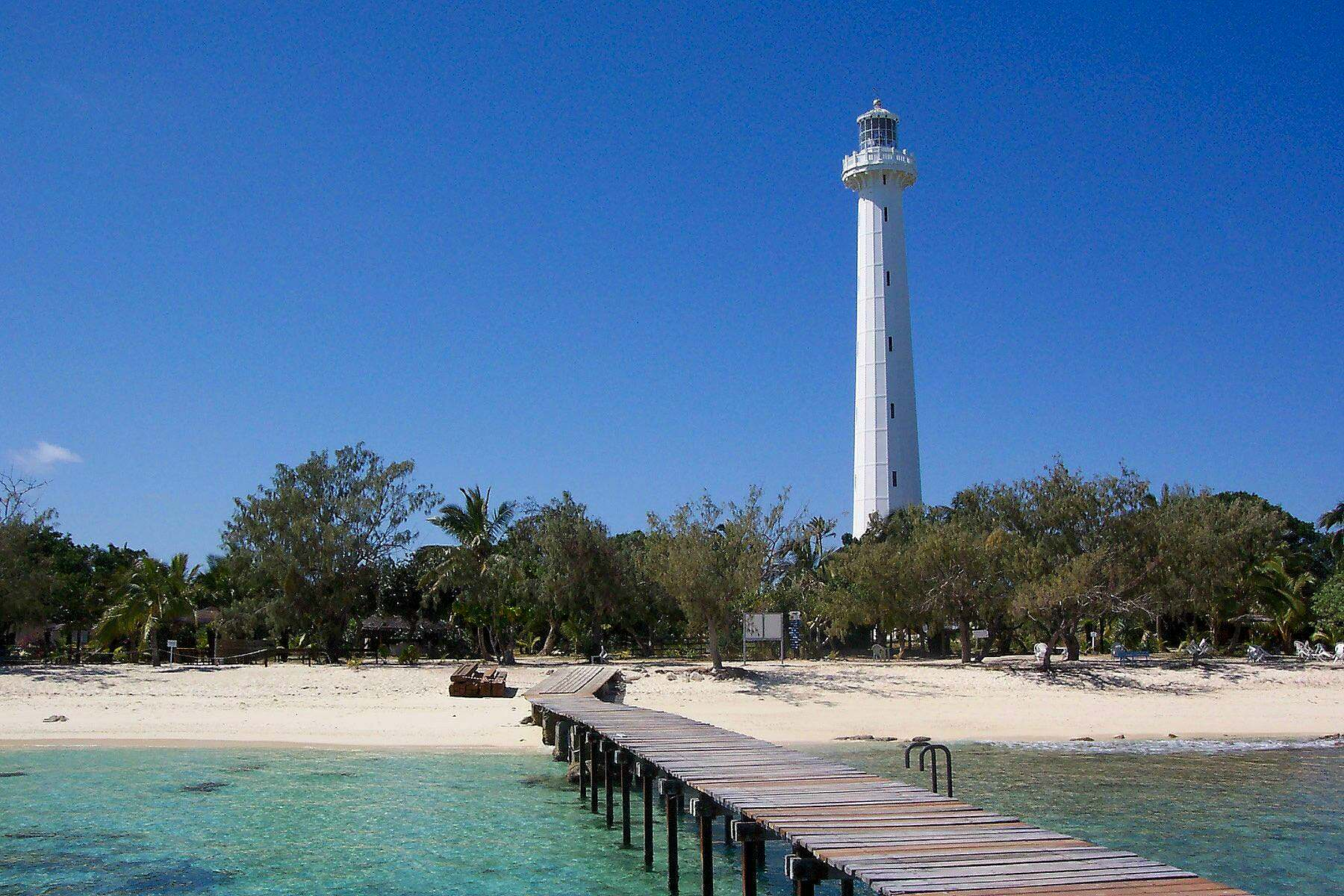
Маяк Амеде́ на одноимённом острове, самый высокий в мире металлический маяк
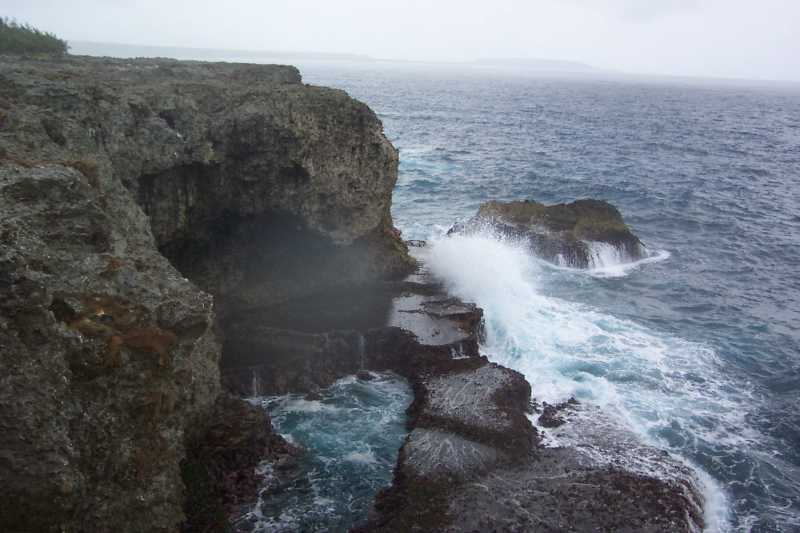
Скалы Xodre на Лифу
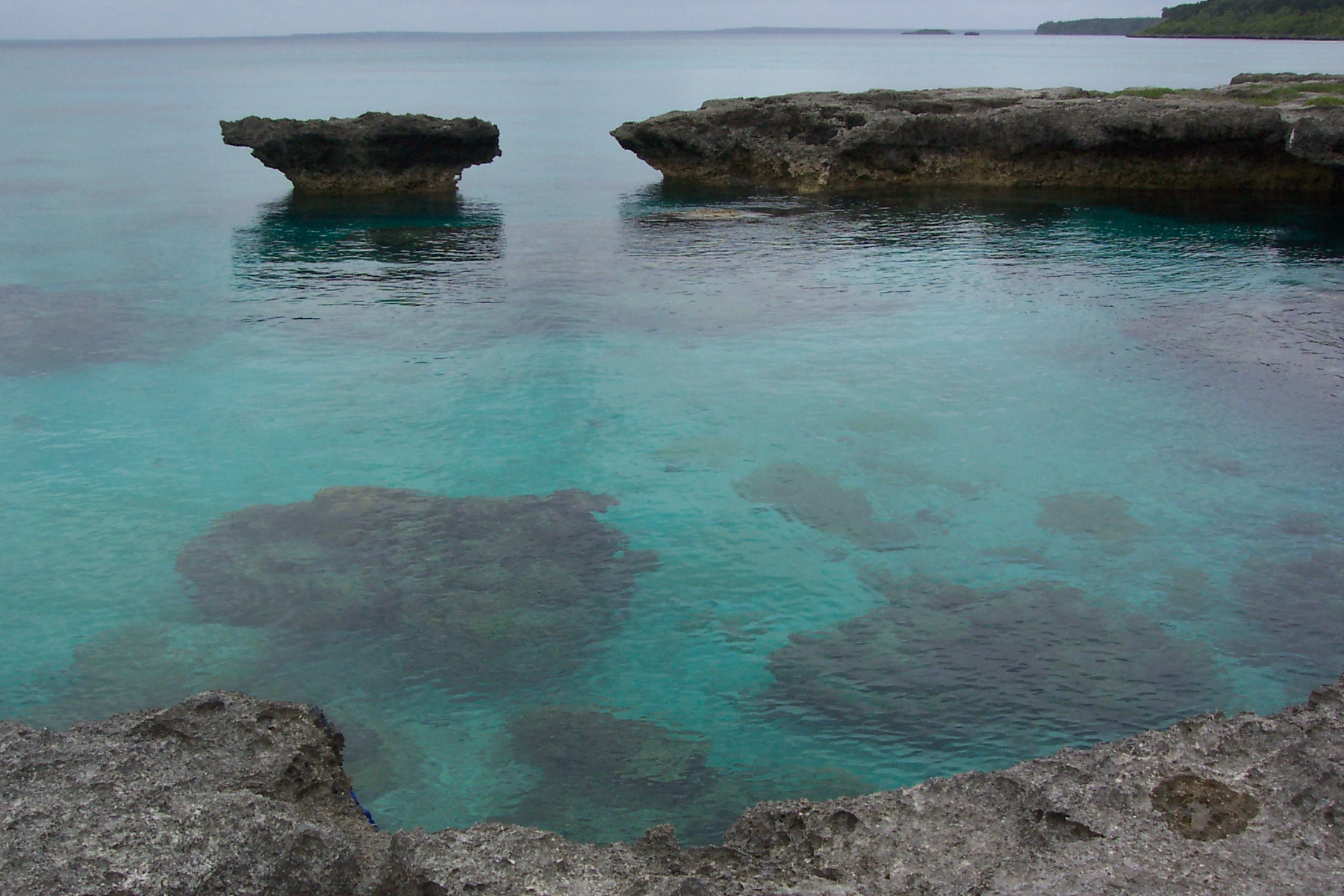
Коралловый риф у побережья Лифу
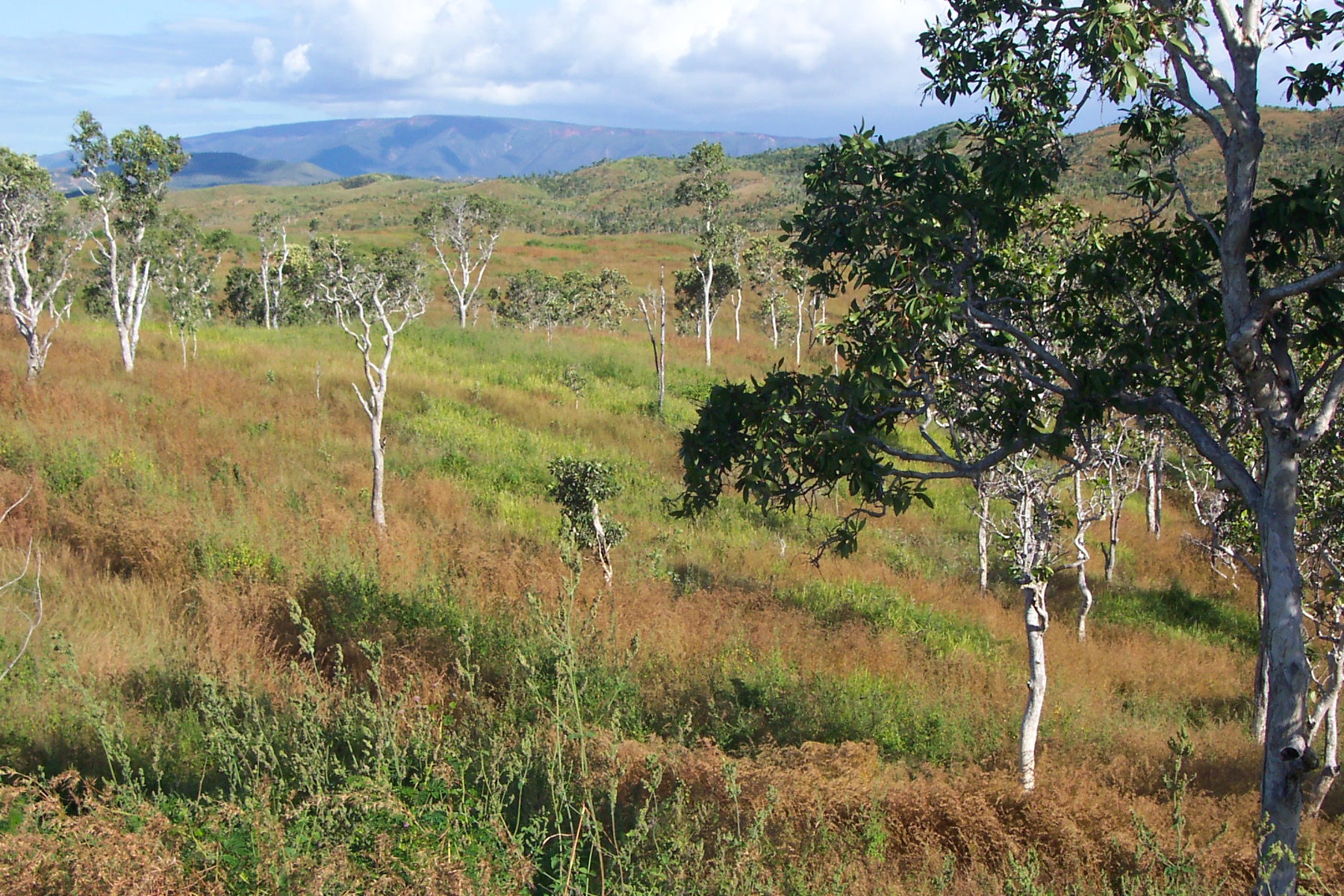
Подлесок на севере, в сторону Пума
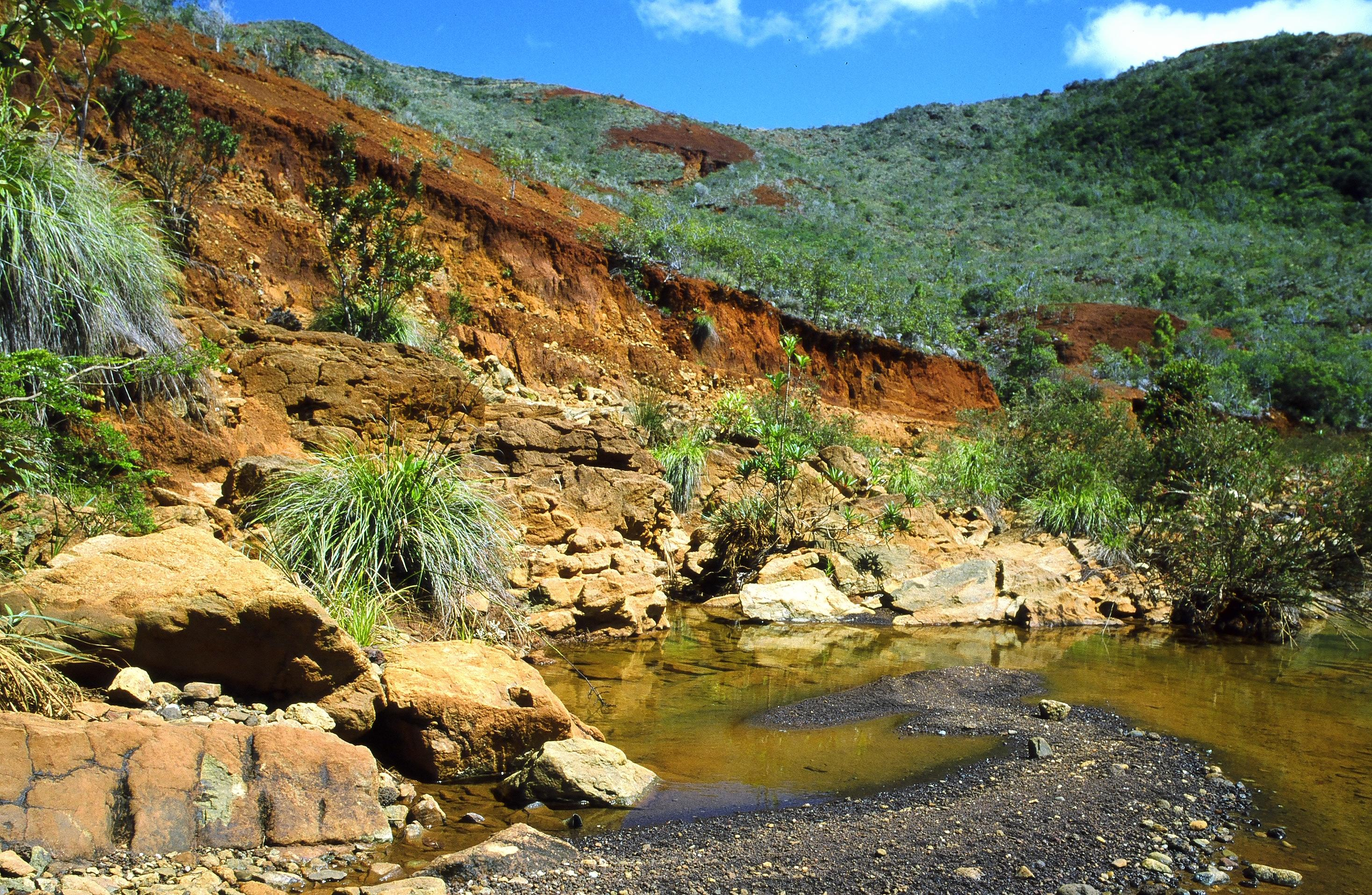
Река на юге Новой Каледонии — водоём, богатый оксидами металлов, на юге Гранд-Терр.
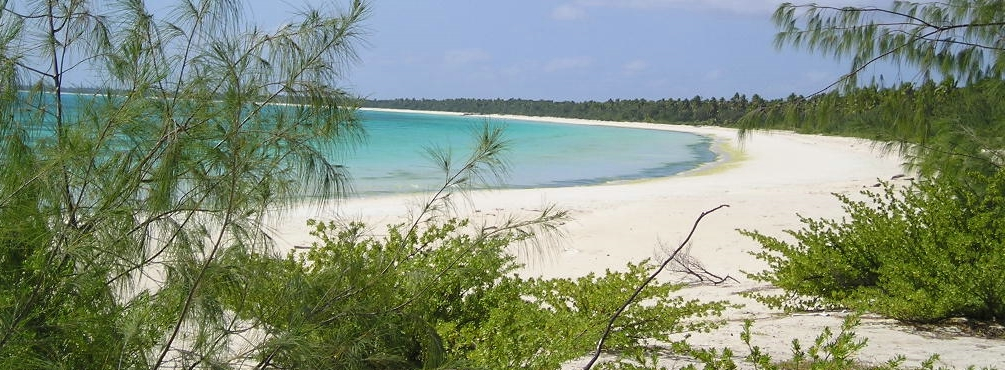
Пляж на Увеа, 25 км белого песка...
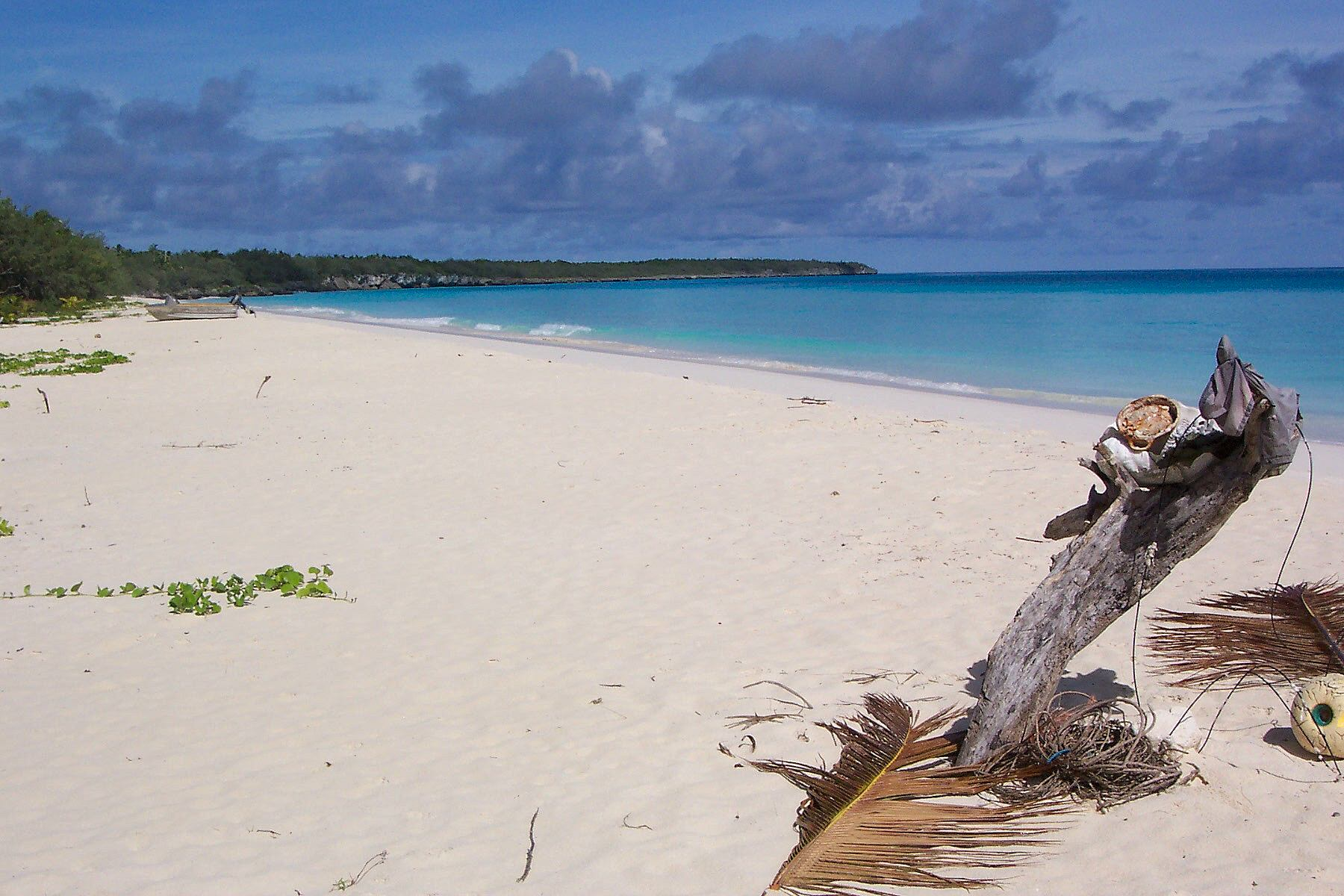
Пляж де Мули на атолле Увеа